# Aleksandr Szlemienko
Aleksandr Pawłowicz Szlemienko (ros. Александр Павлович Шлеменко; ur. 20 maja 1984 w Omsku) – rosyjski zawodnik mieszanych sztuk walki, mistrz Bellator MMA (2013) oraz zwycięzca M-1 Grand Prix (2016) w wadze średniej.

## Kariera sportowa
Jako nastolatek trenował zapasy w stylu klasycznym. Od 15 roku życia rozpoczął treningi rukopasznego boju (rosyjska sztuka walki wręcz) osiągając w tym wiele sukcesów na krajowym szczeblu.

## Mieszane sztuki walki
Szlemienko zainteresował się mieszanymi sztukami walki po obejrzeniu profesjonalnego turnieju pankrationu. Osobiście zadebiutował 19 lutego 2004 w wieku 20 lat wygrywając turniej International Absolute Fighting Council (международный совет по абсолютным поединкам). Do końca 2004 brał udział w pięciu tego typu turniejach wygrywając trzy z nich.
W latach 2005–2010 walczył głównie w Rosji na galach IAFC, M-1 Global oraz zagranicznych: Jungle Fight, Fight Festival, BodogFIGHT, WFC, EliteXC uzyskując od debiutu bilans 36 zwycięstw i tylko 6 porażek.
Na początku 2010 roku podpisał kontrakt z amerykańską organizacją Bellator, gdzie wziął udział w turnieju mającym wyłonić inauguracyjnego mistrza w wadze średniej (-84 kg). Szlemienko doszedł w nim do finału, ulegając w nim na punkty Kubańczykowi Hectorowi Lombardowi.
Od 2011 do 2012 walczył naprzemiennie w USA i Rosji wygrywając wszystkie walki w tym zwyciężając turniej Bellatora pokonując w finale Vitora Vianne. 7 lutego 2013 otrzymał szansę stoczenia walki o zwakowany przez Lombarda pas mistrza Bellatora w wadze średniej. W decydującym starciu znokautował Brazylijczyka Maiquela Falcão w 2. rundzie i został mistrzem. Pasa bronił trzykrotnie pokonując kolejno: Bretta Coopera (07.10.2013), Douga Marshalla (22.11.2013) i Brennana Warda (28.03.2014).
17 maja 2014 na gali Bellator 120 stoczył superfight w wadze półciężkiej z byłym mistrzem UFC Tito Ortizem. Rosjanin nieoczekiwanie przegrał z Amerykaninem przez poddanie (duszenie rękoma) w 1. rundzie. 26 września zaliczył kolejną dużą porażkę tracąc tytuł w swojej czwartej obronie pasa na rzecz Brandona Halseya. Jeszcze w tym samym roku, 20 grudnia przerwał zwycięską niemoc i pokonał byłego mistrza M-1 Global Szwajcara Yasubeya Enomoto na gali Fight Nights: Battle of Moscow 18.
13 lutego 2015 na Bellator 133 efektownie znokautował ciosem obrotowym pięścią (ang. spinning back fist) Holenderskiego kickboxera Melvina Manhoefa, lecz po walce okazało się, iż zażywał niedozwolone środki (przekroczony poziom testosteronu 50:1) - wynik pojedynku został zmieniony na nierozstrzygnięty (no contest), a sam zawodnik został zawieszony przez Kalifornijską Komisję Sportową na okres trzech lat. Mimo to, Szlemienko związał się ponownie z rodzimym M-1 Global gdzie zawieszenie nałożone w USA nie funkcjonuje. 19 lutego 2016 pokonał w półfinale turnieju M-1 Grand Prix na punkty Wiaczesława Wasilewskiego, a 16 czerwca, w finale, ponownie zwyciężył Wasilewskiego (w zastępstwie za kontuzjowanego Ramazana Emiejewa), poddając go duszeniem gilotynowym.
W lipcu 2016 wygrał apelację w związku z karą jaką nałożyła na niego Kalifornijska Komisja Sportowa w 2015. Ostatecznie zawieszenie zostało skrócone, a kara finansowa zmniejszona o połowę.
21 października 2016 wrócił do Bellatora po odbyciu zawieszenia, tocząc na gali numer 162, zwycięski pojedynek z Kendallem Grove'em, którego pokonał przez TKO w 2. rundzie.
1 czerwca 2017 na gali M-1 Challenge 79 zrewanżował się Brandonowi Halseyowi, pokonując go przez techniczny nokaut w 25 sekundzie pojedynku. 20 października 2017 na Bellator 185 przegrał na punkty z debiutującym w organizacji Holendrem Gegardem Mousasim.

## Osiągnięcia

### Mieszane sztuki walki
- 2004: IAFC: Stage of Russia Cup 3 – 1. miejsce
- 2004:	IAFC: Pancration Asian Open Cup 2004 – 2. miejsce
- 2004: Cup Of Empire 2004 – 2. miejsce
- 2004: IAFC: Stage of Russia Cup 4 – 1. miejsce
- 2004: IAFC: Russian Pankration Championship – 1. miejsce
- 2004: IAFC: Stage of Russia Cup – 1. miejsce
- 2005: IAFC: Championship of Asia – 1. miejsce
- 2005: APF: World Pankration Championship 2005 – 1. miejsce
- 2009: mistrz Europy WKN MMA w wadze do 75 kg[10]
- 2010: Bellator FC Season Two – 1. miejsce w turnieju wagi średniej (-84 kg)
- 2011: Bellator FC Season Five – 1. miejsce w turnieju wagi średniej
- 2013-2014: mistrz Bellator MMA w wadze średniej
- 2016: M-1 Grand Prix – 1. miejsce w turnieju wagi średniej